# Canon EOS D30
La Canon EOS D30 è una fotocamera reflex digitale (DSLR) presentata dalla Canon il 17 maggio 2000; di fascia semiprofessionale, da 3 megapixel, rappresenta la prima fotocamera reflex digitale interamente progettata e costruita da questo produttore in tale fascia. Precedentemente Canon aveva collaborato con la Kodak per produrre la Canon EOS D2000 e la Canon D6000 rispettivamente da 2 e 6 megapixel, questi modelli combinavano dorsi digitali Kodak con corpi macchina Canon ed erano venduti da Kodak con i nomi DCS 520 e DCS 560.
La D30 era rivolta al mercato prosumer e fu destinata ad occupare lo spazio libero tra le fotocamere compatte di fascia alta (Canon PowerShot Pro70) e la prima reflex professionale completamente prodotta da Canon: la Canon EOS-1D che sarebbe stata presentata il 25 settembre 2001. Nonostante le origini semi-pro, le recensioni dell'epoca paragonarono frequentemente la D30 con la Nikon D1, che invece era orientata al mercato professionale.
Alla D30 subentrò la D60 da 6,3 megapixel nel febbraio 2002.

## Obiettivi
Come tutte le macchine fotografiche Canon EOS, può montare senza alcuna limitazione la gamma completa di obbiettivi EF prodotti dall'introduzione del sistema (1987) ad oggi; non può invece montare gli obbiettivi EF-S che saranno introdotti anni dopo (contestualmente alla EOS 300D) e che non sono compatibili.
Con opportuni adattatori può utilizzare (in stop down) gran parte delle ottiche a fuoco manuale mantenendo il fuoco all'infinito, la funzionalità dell'esposimetro in tutti i modi di lettura (valutativa, media, semispot) e la conferma di corretta messa a fuoco (purché si utilizzino appositi adattatori con chip di conferma).

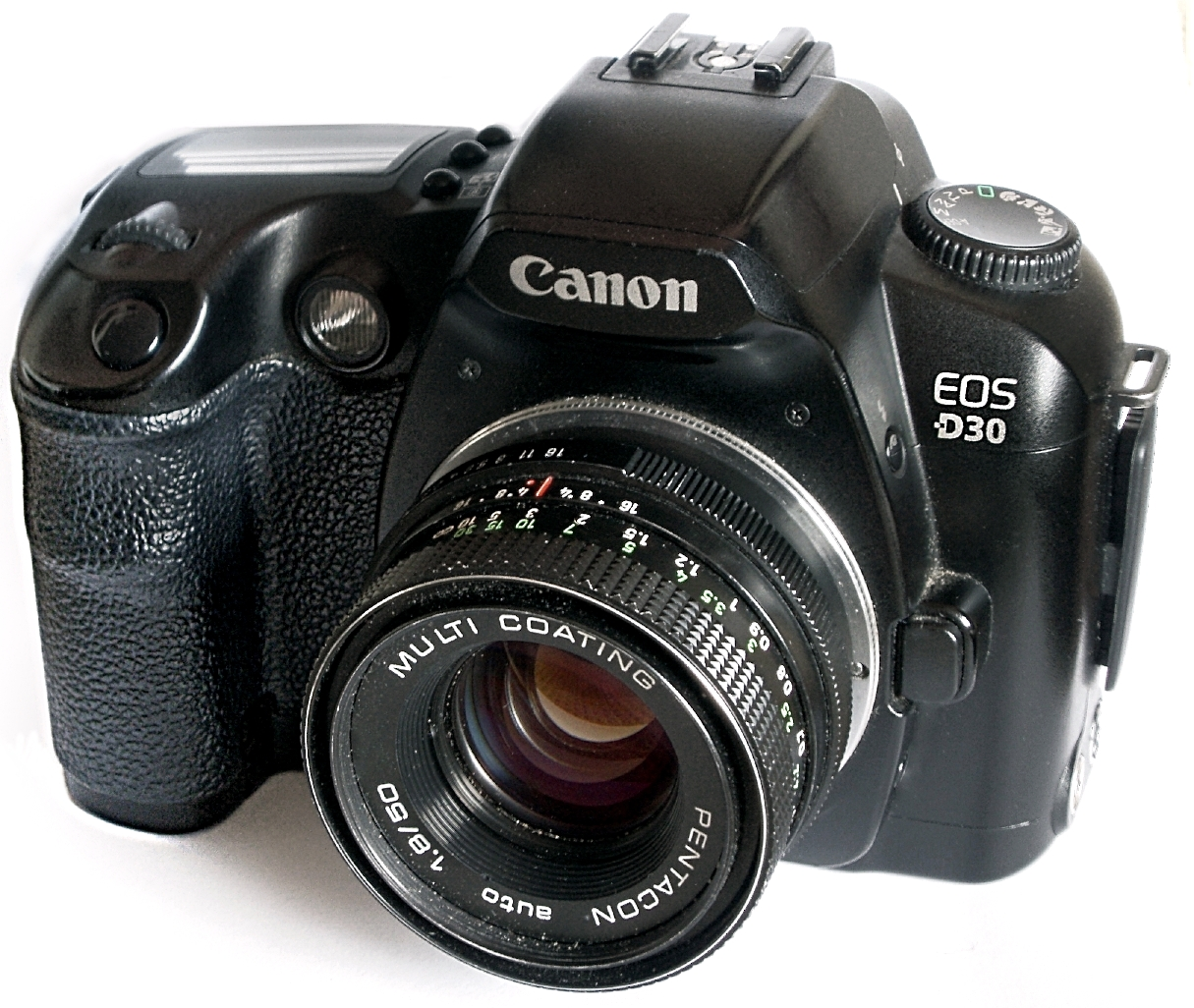
Canon EOS D30 con un obiettivo Pentacon 50mm f/1.8 (attacco a vite M42) montato mediante un anello adattatore.

## Caratteristiche
- Sensore 22.7 × 15.1 mm CMOS (APS-C)
- Risoluzione effettiva 3.1 megapixel (3.3 megapixel totali)
- Risoluzione Massima 2160 × 1440
- Fattore di moltiplicazione (1.6x)
- Attacco Canon EF con esclusione degli obiettivi EF-S (all'epoca non ancora introdotti)
- Autofocus a 3 punti
- Sensibilità equivalente: 100, 200, 400, 800, 1600 ISO
- Tempi: da 30 a 1/4000 e "bulb"
- Lettura esposimetria TTL a 35 zone: valutativa, media, semi-spot
- Compensazione esposizione: da -2 EV a +2 EV a passi di ⅓ EV o 1/2 EV
- Bilanciamento del bianco automatico, più 5 valori fissi e uno impostabile manualmente
- Mirino a pentaprisma
- Display a colori LCD TFT da 1.8 pollici (46 mm)
- Flash E-TTL
- Flash incorporato
- Scatto continuo da 3 fotogrammi al secondo (max. 8 fotogrammi)
- Dimensioni (LxAxP): 150 × 107 × 75 mm
- Peso (solo corpo): 780 g
- Battery grip BG-ED3 opzionale